# 霧島市立溝辺中学校
霧島市立溝辺中学校（きりしましりつ みぞべちゅうがっこう）は、霧島市溝辺町有川にある市立中学校。

## 概要
市町村合併で霧島市が誕生する以前は、姶良郡溝辺町に所在する溝辺町立溝辺中学校であった。2008年（平成20年）4月6日時点では生徒数144人で、各学年2学級である。

## 沿革
- 1947年（昭和22年）4月1日 - 溝辺村立溝辺中学校として設置される。同時に竹子小学校に竹子分校、玉利小学校に馬立分校を置く[1]。
- 1948年（昭和23年）9月10日 - 竹子分校を本校に統合[1]。
- 1953年（昭和28年）5月1日 - 馬立分校が玉利分校に改称する[1]。
- 1954年（昭和29年）4月1日 - 玉利分校が独立し溝辺村立玉利中学校（のちに改称し現在は霧島市立陵南中学校）、竹子に溝辺村立竹子中学校が設置される[1]。
- 1959年（昭和34年）4月1日 - 溝辺村が町制施行し溝辺町となったのに伴い、溝辺町立溝辺中学校及び溝辺町立竹子中学校にそれぞれ改称する。
- 1968年（昭和43年）4月1日 - 溝辺町立竹子中学校を統合する[2]。
- 2005年（平成17年）11月7日 - 溝辺町が国分市などと新設合併し、霧島市となったのに伴い、霧島市立溝辺中学校に改称。